# جرج گدارد (بازیکن فوتبال)
جرج گدارد (انگلیسی: George Goddard; ۲۰ دسامبر ۱۹۰۳ – ۱ آوریل ۱۹۸۷) بازیکن فوتبال اهل بریتانیا بود.
از باشگاه‌هایی که در آن بازی کرده‌است می‌توان به باشگاه فوتبال ولورهمپتون واندررز و باشگاه فوتبال برنتفورد اشاره کرد.